# Кучера, Пётр
Пётр Кучера (пол. Piotr Kuczera; род. 25 февраля 1995, Рыбник) — польский дзюдоист, призёр чемпионатов Европы в весовой категории до 90 и 100 килограммов. Участник летних Олимпийских игр 2020 года. Участник II Европейских игр 2019 года. Многократный чемпион Польши по дзюдо.

## Спортивная карьера
Кучера дважды завоёвывал медали на международных юниорских чемпионатов — в 2015 году он впервые завоевал бронзовую медаль на юниорском чемпионате Европы, а затем повторил это достижение на юниорском чемпионате мира, прошедшем в том же году. В 2017 году стал бронзовым призёром на чемпионате Европы среди спортсменов до 23-х лет.
На взрослом чемпионате Европы 2016 года, который проходил в Казани завоевал серебряную медаль в весовой категории до 90 килограммов.
В 2019 году принял участие во II Европейских играх, которые состоялись в Минске, уступил сопернику из Сербии во втором раунде турнира. В 2021 году принял участие в летних Олимпийских играх, которые проходили в Токио. В первом раунде уступил будущему олимпийскому чемпиону Лаши Бекаури.
В апреле 2022 года на чемпионате Европы в столице Болгарии, в весовой категории до 100 кг стал бронзовым медалистом турнира.
В 2020 году женился на дзюдоистке Анне Кучере.